# Grande rombiesaedro
In geometria, il grande rombiesaedro è un poliedro stellato uniforme avente 18 facce - 12 quadrate e 6 forma di ottagramma - 48 spigoli e 24 vertici.

## Costruzioni di Wythoff
Utilizzando la costruzione di Wythoff, il grande rombiesaedro si può ottenere utilizzando tre famiglie di triangoli di Schwarz: 2 4/3 3/2 | e 2 4/3 4/2 |, ottenendo sempre lo stesso risultato.

## Coordinate cartesiane
Le coordinate cartesiane per i vertici del grande rombiesaedro sono date da tutte le permutazioni di:
{\displaystyle \left(\,\pm 1,\,\pm 1,\,\pm ({\sqrt {2}}-1)\,\right).}

## Poliedri correlati
Il grande rombiesaedro, spesso indicato con il simbolo U21, ha la stessa disposizione di vertici del cubo troncato, il suo inviluppo convesso; inoltre, esso condivide anche la posizione degli spigoli con il grande rombicubottaedro stellato, avendo in comune con esso la disposizione delle 12 facce quadrate, e con il grande cubicubottaedro, con cui condivide la disposizione delle facce ottagrammiche.
| Cubo troncato | Grande rombicubottaedro stellato | Grande cubicubottaedro | Grande rombiesaedro |

### Grande rombiesacrono
Il grande rombiesacrono è un poliedro stellato isoedro, nonché il duale del grande rombiesaedro, avente per facce 24 antiparallelogrammi.
Dato un grande rombiesaedro di spigolo pari a 1, immaginando il grande rombiesacrono come composto da 24 facce intersecanti a forma di antiparallelogramma, come riportato nella figura sottostante, di cui solo una parte visibile all'esterno del solido, le facce risultanti hanno due coppie di angoli uguali di ampiezza pari a {\displaystyle \arccos({\frac {1}{2}}+{\frac {1}{4}}{\sqrt {2}})\approx 31,399\,714\,809\,92^{\circ }} e {\displaystyle \arccos(-{\frac {1}{4}}+{\frac {1}{2}}{\sqrt {2}})\approx 62,799\,429\,619\,84^{\circ }}, con il rapporto tra lati lunghi e lati corti pari a {\displaystyle {\sqrt {2}}} e le due diagonali che si incontrano con un angolo di {\displaystyle \arccos({\frac {1}{4}}-{\frac {1}{8}}{\sqrt {2}})\approx 85,800\,855\,570\,24^{\circ }}.